# Karlheinz Grosser
Karlheinz Grosser es un escritor nacido en Berlín (Alemania) en el año 1922. Conocido principalmente por la creación de novelas históricas.

## Biografía
Nació en Berlín en 1922. Durante la Segunda Guerra Mundial fue piloto de caza. Después de la guerra, y antes de dedicarse a la literatura, trabajó como mecánico de tanques, representante comercial, soldador, investigador de mercados y corredor de seguros. Comenzó por fin a realizar labores en una editorial, y de ahí saltó al mundo cinematográfico colaborando en algunos guiones. Su afición a la literatura se afianzó cuando se inició en la escritura de cuentos; proporcionándole un relativo éxito publicando sus obras en diarios y revistas. Su gran afición por el estudio de la historia antigua, desembocó en su más popular obra: Tamburas, novela ambientada en la región mediterránea en el siglo VI a. C.

## Obras traducidas al español
Título y fecha de las ediciones en español:
- Tamburas (1967)
- El babilonio (2003)